# کلاسکی
کلاسکی (به لهستانی:  Klaski) یک روستا در لهستان است که در گمینا پوکژونگتسا واقع شده‌است.